# Acrolophus leucotricha
Acrolophus leucotricha är en fjärilsart som beskrevs av Edward Meyrick 1931. Acrolophus leucotricha ingår i släktet Acrolophus och familjen Acrolophidae. Inga underarter finns listade i Catalogue of Life.